# TV Noir
TV Noir (Untertitel: Wohnzimmer der Songwriter) ist eine Musiksendung und Talkshow, die monatlich im Heimathafen in Berlin-Neukölln aufgezeichnet und über das Internet verbreitet wird und zudem an jedem zweiten und dritten Freitag im Monat auf dem Fernsehsender ZDFkultur zu sehen war. Moderiert wird die Sendung von Tex Drieschner, der auch das Konzept entwickelt hat. Die Gäste sind zumeist deutsche Singer-Songwriter, weshalb die Sendung auch den Untertitel „Wohnzimmer der Songwriter“ trägt; 2009 war sie für den Grimme Online Award nominiert.

## Konzept
Die Sendung wird im Heimathafen Neukölln (davor von 2008 bis Ende 2009 im Café Edelweiss) vor Publikum aufgenommen. In jeder der zweistündigen Sendungen sind zwei Künstler oder Bands zu Gast, die von Tex befragt werden und einige Songs vorstellen. Die Show wird live aufgezeichnet (Live on tape), auch wenn sie erst später gesendet wird; die Aufnahmeleitung hat Regina Reis. Besonderes Merkmal der Sendung ist, dass sie in Schwarz-weiß gefilmt wird.
Im Rahmen der Sendung gibt es verschiedene wiederkehrende Elemente. So etwa das „Wunschkonzert“, bei dem jeder Gast einen vom Publikum gewünschten Song spielt oder den „Überraschungsgast“, bei dem ein spontan bestimmter Zuschauer einen eigenen Song vorstellen darf. In jeder Sendung übernimmt zudem ein Zuschauer die Rolle des „menschlichen Jingles“ und kündigt mit Plakaten den nächsten Programmpunkt an.

## Veröffentlichung und Verbreitung
Einige Ausschnitte der Sendung werden schrittweise über die Website und YouTube zugänglich gemacht, neben der Ausstrahlung auf ALEX und weiteren offenen Kanälen erscheint die Sendung auch vollständig im Internet. Seit Mai 2011 wurde die Sendung vom Kanal ZDFkultur ausgestrahlt.
Auf der Website von TV Noir haben die Zuschauer die Möglichkeit, Gäste vorzuschlagen und die Beiträge vergangener Sendungen zu bewerten.

## Gäste
Die Gäste werden von der Redaktion ausgewählt, Künstler können sich auf der Homepage der Sendung bewerben. Bekannte Gäste der Sendung waren unter anderem Judith Holofernes und Jean-Michel Tourette von Wir sind Helden, Alin Coen Band, Bosse, Olli Schulz, Thees Uhlmann, Kettcar-Sänger Marcus Wiebusch, Philipp Poisel, Jupiter Jones und Rainald Grebe.
| Sendung             | Künstler/in bzw. Band (Interviewpartner)                             |
| ------------------- | -------------------------------------------------------------------- |
| Weihnachtsshow 2009 | Philipp Poisel, Jupiter Jones (Nicholas Müller)                      |
| Januar 2010         | Die Happy (Marta Jandová), Wayne Jackson                             |
| Februar 2010        | Olli Schulz, Klez.e (Tobias Siebert)                                 |
| März 2010           | Donots (Ingo Knollmann), Kitty Solaris                               |
| April 2010          | Gisbert zu Knyphausen, Yasmine Tourist (Dominik Gerwald)             |
| Mai 2010            | Mikroboy (Michael Ludes), Agnes Obel                                 |
| Juni 2010           | Mein Mio (Sebastian Block), New Found Land (Anna Roxenholt)          |
| Juli 2010           | Wir sind Helden (Judith Holofernes), Guillermo Morales               |
| September 2010      | Selig (Jan Plewka), Boy (Valeska Steiner)                            |
| Oktober 2010        | Rainald Grebe, Mijo Biscan                                           |
| November 2010       | Juli (Eva Briegel), Kat Frankie                                      |
| Januar 2011         | Das Gezeichnete Ich, Francesco Wilking                               |
| Februar 2011        | Bosse, Simon The Russian                                             |
| März 2011           | Tim Neuhaus, Herrenmagazin (Deniz Jaspersen)                         |
| April 2011          | Klee (Suzie Kerstgens), We Invented Paris (Flavian Graber)           |
| Juni 2011           | Heather Nova, Jonas David                                            |
| Juli 2011           | William Fitzsimmons, Max Prosa                                       |
| August 2011         | Boy (Valeska Steiner), Tex, Moderation: Tim Renner                   |
| September 2011      | Thees Uhlmann, Dear Reader (Cherilyn MacNeil)                        |
| Oktober 2011        | Niels Frevert, Cäthe                                                 |
| November 2011       | Nada Surf (Matthew Caws), Erdmöbel (Markus Berges, Ekki Maas)        |
| Januar 2012         | Kettcar (Marcus Wiebusch), Deep Sea Diver (Niklas Kramer)            |
| Februar 2012        | Travis (Fran Healy), Enno Bunger                                     |
| April 2012 (1)      | Sven van Thom, Rocky Votolato                                        |
| April 2012 (2)      | Jupiter Jones (Nicholas Müller), SEA + AIR (Daniel Benjamin)         |
| Mai 2012            | Lisa Hannigan, Me and My Drummer (Charlotte Brandi)                  |
| Juni 2012           | Alin Coen Band (Alin Coen), Johannes Stankowski                      |
| Juli 2012           | And The Golden Choir, David Lemaitre                                 |
| September 2012      | Kid Kopphausen (Nils Koppruch, Gisbert zu Knyphausen), The Late Call |
| November 2012       | Moneybrother, Lùisa                                                  |
| Dezember 2012       | Herrenmagazin (Deniz Jaspersen), Jonathan Kluth                      |

Zu den beliebtesten Künstlern der Website-Community von TV-Noir (Wertung "Allzeit geküsst") gehört, unangefochten an erster Stelle, Alin Coen, gefolgt von Boy und Kat Frankie.